# Schloss Birken

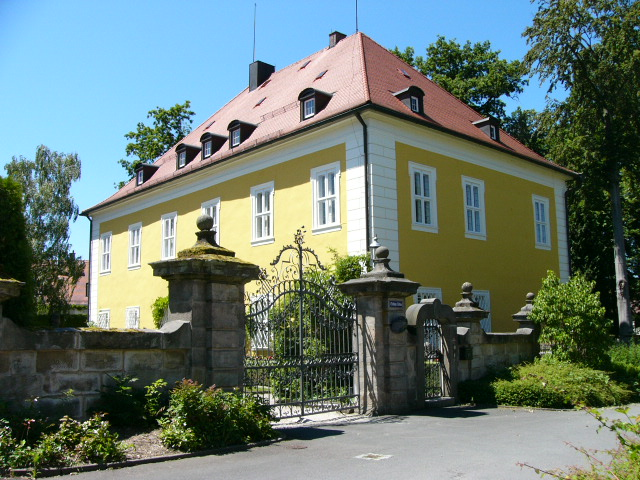
Schloss Birken

Das ehemalige markgräfliche Ministerhaus Schloss Birken ist eine barocke Anlage im Bayreuther Stadtteil Birken.

## Name
Das Schloss Birken hat seinen Namen wahrscheinlich daher, „…daß etwan eine besonders große - oder wohl gar in den ersten Zeiten ein einziger Bircken-Baum hier gestanden, wenigstens ist diese Art Bäume um die Stadt herum äußerst selten…“.

## Geschichte

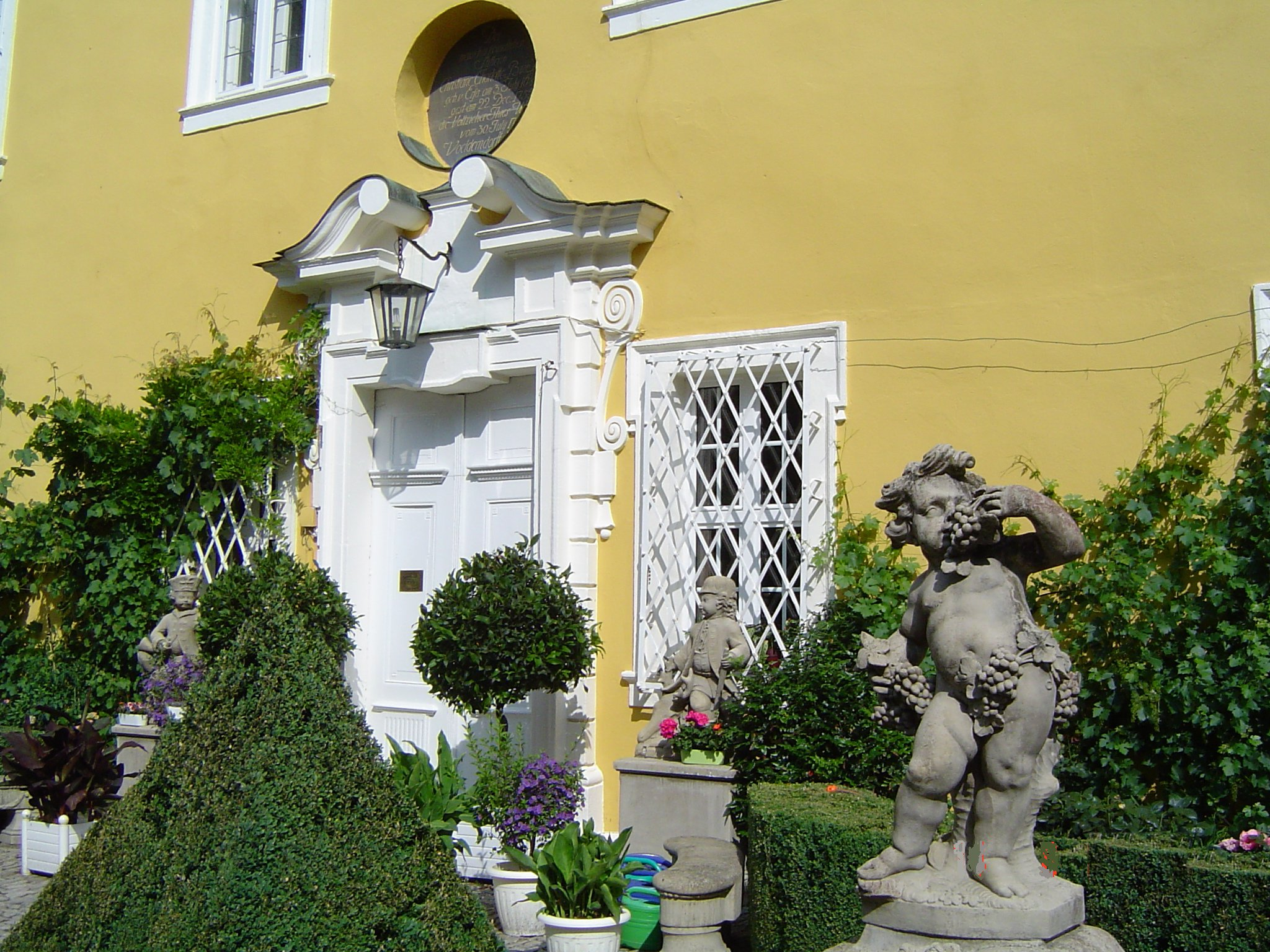
Haupteingang

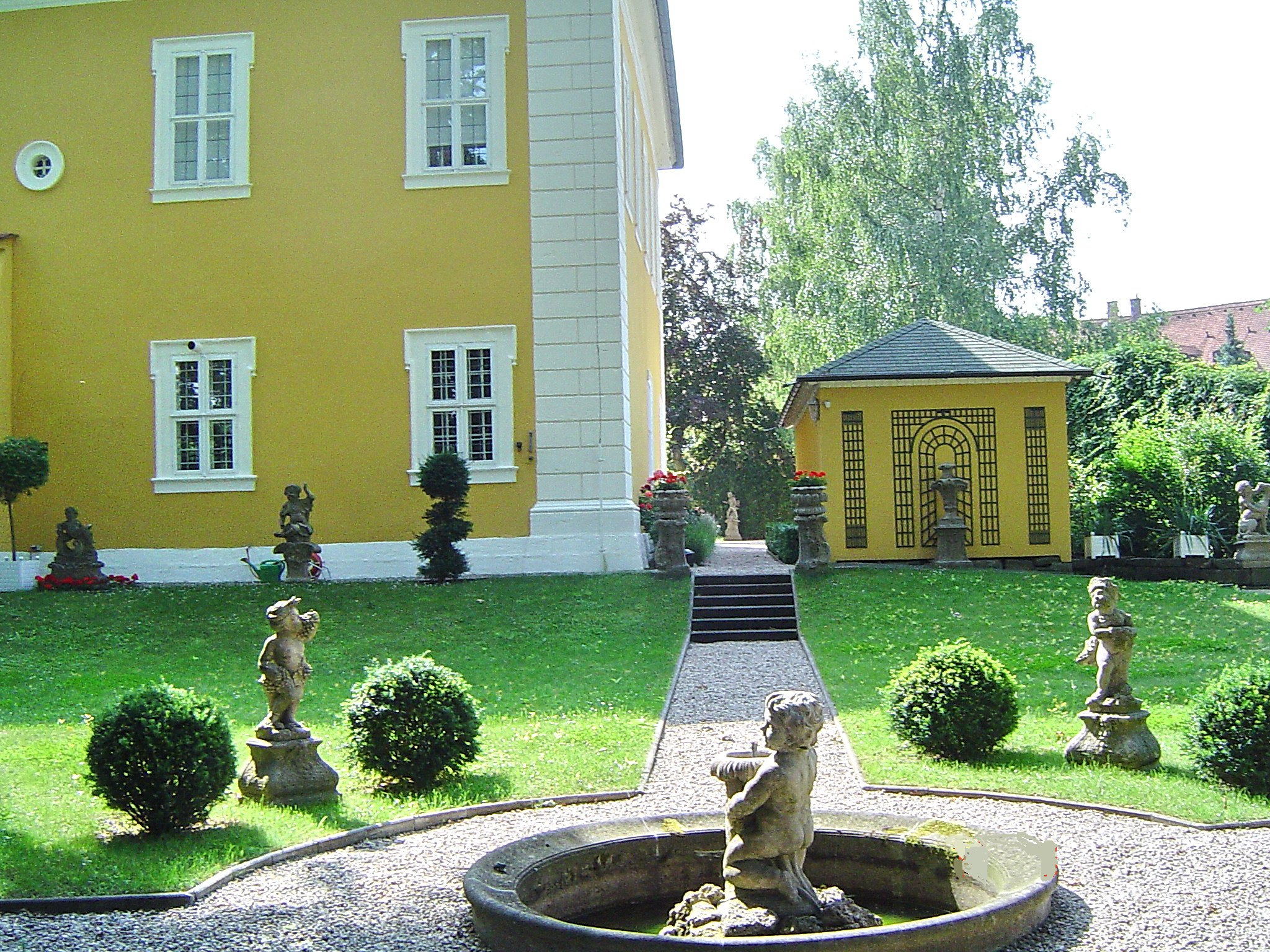
Gartenseite

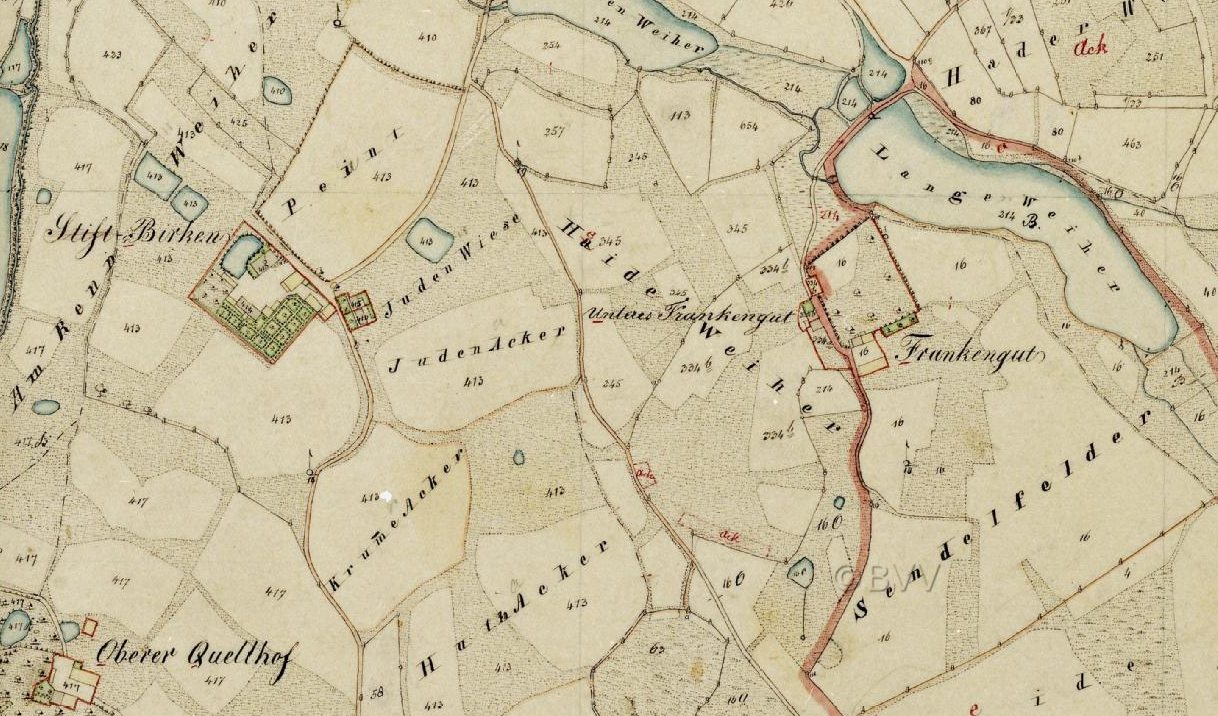
Karte mit dem Stift Birken (um 1864)

Ein Bauernhof wurde am „Acker auf den Pircken“ erstmals 1507 urkundlich erwähnt. Wegen eines Besoldungsrückstandes schenkte ihn Markgraf Christian Ernst 1684 seinem Hofmarschall Hans Wilhelm von Erffa. Die zuweilen zu findende Behauptung, es habe sich bei der Schenkung Christian Ernsts an Erffa um ein Jagdschloss gehandelt, lässt sich nicht belegen. Die anliegende Straße Schloßhof Birken hieß bis 1977 nur Birken. In den Jahren 1687 bis 1692 ließ Erffa die alten Gebäude abreißen und an ihrer Stelle nach Plänen von Charles Philippe Dieussart das Ministerhaus mit Barockgarten und Teehaus errichten. Die Stuckdecken des Treppenhauses und repräsentativer Räume führte Bernardo Quadri zwischen 1689 und 1692 aus. 
Nach dem Ableben Erffas, dessen Grabmal sich in der Stadtkirche rechts des Südportals befindet, erbte dessen Tochter Christiane Charlotte das Anwesen und brachte es in die Ehe mit Freiherr Erdmann von Stein, Premierminister von Bayreuth, ein. Beide lebten von 1724 bis zu seinem Tod 1739 gemeinsam auf Schloss Birken. Während der Sommermonate war Birken die ständige Residenz des markgräflichen Ministers. Im Audienzsaal empfing er Hofbeamte, Gesandte und Bittsteller, im Barocksaal fanden glanzvolle Feste statt.
Christiane Charlotte richtete nach dem Tod ihres Gemahls für Schloss Birken eine Stiftung ein. Mit Stiftungsbrief vom 30. Juli 1740 verfügte sie, dass nach ihrem Tod (1752) „... allezeit auf der Bircken vier arme adelige Wittwen oder Fräulein mit Wohnung, Cost und Unterhalt versorget und gehalten ...“ werden. Neben den vier adeligen Damen aus den Familien von Erffa und von Stein sollten auch vier bürgerliche Witwen aus Bayreuth Wohnung und Kost erhalten. Für das Zusammenleben der Damen traf sie präzise Anweisungen; an Geld für Kleidung sollten erhalten: Erstere 50 Taler, Letztere 5 Taler jährlich. Das Speisen sollte gemeinschaftlich erfolgen, jedoch bürgerlich von adelig getrennt. Der aktive Beginn der Stiftung lässt sich auf 1756 datieren. 1813 wurde auf dem Freyherrlichen von Steinischen Stift Birken ein Lazarett für Nervenfieberkranke eingerichtet. Im Ersten Weltkrieg wurde das Gebäude als Lazarett für verwundete Soldaten genutzt, im Stadtplan aus den 1930er Jahren ist die Anlage als 
„Stiftsgut Birken“ bezeichnet. Die Stiftung bestand über 200 Jahre. 1956 verkaufte die Stiftsverwaltung das Schloss Birken an die Familie des Freiherrn Heinrich von Hoesslin. Die Absenkung des Grundwasserspiegels im Zuge des Baus der Universität führte in den 1970er Jahren zu statischen Problemen: Das Treppenhaus sackte um 15 Zentimeter ab, das Gebäude musste mit 50 Baumstämmen abgestützt werden.
Seit 1975 ist das Anwesen im Besitz der Familie Rothenbücher, die aufwendige Sanierungs- und Restaurationsarbeiten vornahm und eine Kunstsammlung zur Geschichte des Bayreuther Markgraftums ausstellt.
Der Stadtteil Birken entstand erst in den 1930er Jahren, lange stand das Schloss weitgehend allein. Noch 1745 zeigte die Riediger-Karte das Gebiet um das Schloss als gänzlich unbebaut. Das zugehörige Bauerngut wurde 1952 aufgelassen, von 1954 bis 1978 befand sich auf dem Gelände eine Gärtnerei. Danach wurden dort 26 Reihenhäuser errichtet, die einen Halbkreis bilden.